# Pentace polyantha
Pentace polyantha är en malvaväxtart som beskrevs av Justus Carl Hasskarl. Pentace polyantha ingår i släktet Pentace och familjen malvaväxter. Inga underarter finns listade i Catalogue of Life.